# Кудаев, Руслан Равильевич
Руслан Равильевич Кудаев (узб. Ruslan Ravilevich Kudaev; род. 8 мая 1980 года, Асака, Андижанская область, Узбекистан) — узбекский фехтовальщик-шпажист, член сборной Узбекистана с 2000 по 2016 год. Участник Летних Олимпийских игр 2012, многократный чемпион Узбекистана, с 2016 года тренер сборной Узбекистана по фехтованию.

## Карьера
В возрасте десяти лет начал заниматься фехтованием, а с 1991 года принимает участие в соревнованиях. В 2003 году окончил Узбекский Государственный институт физической культуры. В 2005 году на Чемпионате мира по фехтованию в Лейпциге (Германия) занял восьмое место. С этого же года начал работать тренером в городе Навои.
На квалификационном турнире для Азии-Океании в Вакаяма (Япония) Руслан завоевал первое место, победив в финале вьетнамца Нгуен Тьен Нят и таким образом завоевал лицензию на XXX Летние Олимпийские игры. В 2012 году на Летних Олимпийских играх в Лондоне (Великобритания) в индивидуальной шпаге в первом раунде встретился с корейским спортсменом Пак Гён Ду и одержал уверенную победу со счётом 15:9. В следующем раунде проиграл фехтовальщику из Венесуэлы Сильвио Фернандес со счётом 3:15. На Чемпионате Центральной Азии по фехтованию в Ташкенте в финале индивидуальной шпаги со счетом 15:13 победил представителя Казахстана Альберта Шешина.
В 2014 году на Чемпионате мира по фехтованию в Казани (Россия) в 1/16 финала индивидуальной шпаги проиграл со счётом 11:15 швейцарцу Фабиану Каутеру. В 2016 году закончил спортивную карьеру. С этого же года Руслан Кудаев работает старшим тренером по шпаге в Республиканской школе высшего спортивного мастерства, а также является главным тренером по шпаге сборной Узбекистана. Он является первым и единственным тренером Малики Хакимовой.